# پیت ایکلار
پیت ایکلار (هلندی: Piet Ikelaar; ۲ ژانویهٔ ۱۸۹۶ – ۲۵ نوامبر ۱۹۹۲) دوچرخه‌سوار، و دوچرخه‌سوار پیست اهل هلند بود.